# Staatzer Straße
De Staatzer Straße B46 is een Bundesstraße in de Oostenrijkse deelstaat Neder-Oostenrijk.
De weg verbindt afrit Schrick van de A5 via Mistelbach met Laa an der Thaya en is 32,6 km lang.
Routebeschrijving
De B44 begint op een rotonde ten westen van Schrick waar de afrit Schrick van de A5 aansluit. De weg loopt in westelijke richting en kruist direct ten westen van de rotonde de B7. De weg loopt verder in westelijke richting via de rondweg van Mistelbach waar ze een samenloop heeft met de B40, Staatz waar ze op de B219 aansluit. De B46 komt nu op de rondweg van Laa an der Thaya waar op een rotonde de  B45 aansluit. De B46 loopt via de oostelijke rondweg van Laa an der Thaya in noordwestelijke richting naar de Tsjechische grens waar ze overgaat in de S415 naar Hrušovany nad Jevišovkou.
Geschiedenis
De weg van Laa via Staatz en Hörersdorf naar Mistelbach behoort tot de 17 wegen die in 1866 tot Neder-Oostenrijkse Landesstraßen verklaard werden.
Vanaf 1 januari 1951 staat de Staatzer Straße op de lijst van Bundesstraßen in Oostenrijk. In 2002 werd zij overgedragen aan de deelstaat.
Ombouw
Om de dorpen van doorgangsverkeer te ontlasten en voor een betere aansluiting van de regio Laa an der Thaya op de A5 richting Wenen zijn er rondwegen in aanbouw of in planning om een invalsautoweg tussen de A5 en Laa te creëren die niet meer door de dorpen heenloopt.
De oostelijk rondweg van Laa an der Thaya werd op 19 februari 2010 geopend voor het verkeer en sindsdien geldt er in de stad een doorgangsverbod voor vrachtverkeer. Het oude tracé van de B46 in Laa is afgewaardeerd tot lokale weg. De zuidelijke rondweg die deel uitmaakt van de  B45 is inmiddels ook gereed.
De rondweg van Mistelbach begint op de afrit Wilfersdorf-Süd van de A5, de rondweg loopt ten zuiden, ten westen en ten oosten van de stad en is grotendeels ongelijkvloers. De B46 loopt samen met de B40 over de rondweg van Mistelbach. Deze werd in november 2015 afgerond en opengesteld voor het verkeer.
In het verlengde van de rondweg van Mistelbach zijn er ook plannen voor rondwegen bij Siebenhirten en Staatz om een betere verbinding te krijgen tussen Laa en de A5 en zo ook met Wenen.

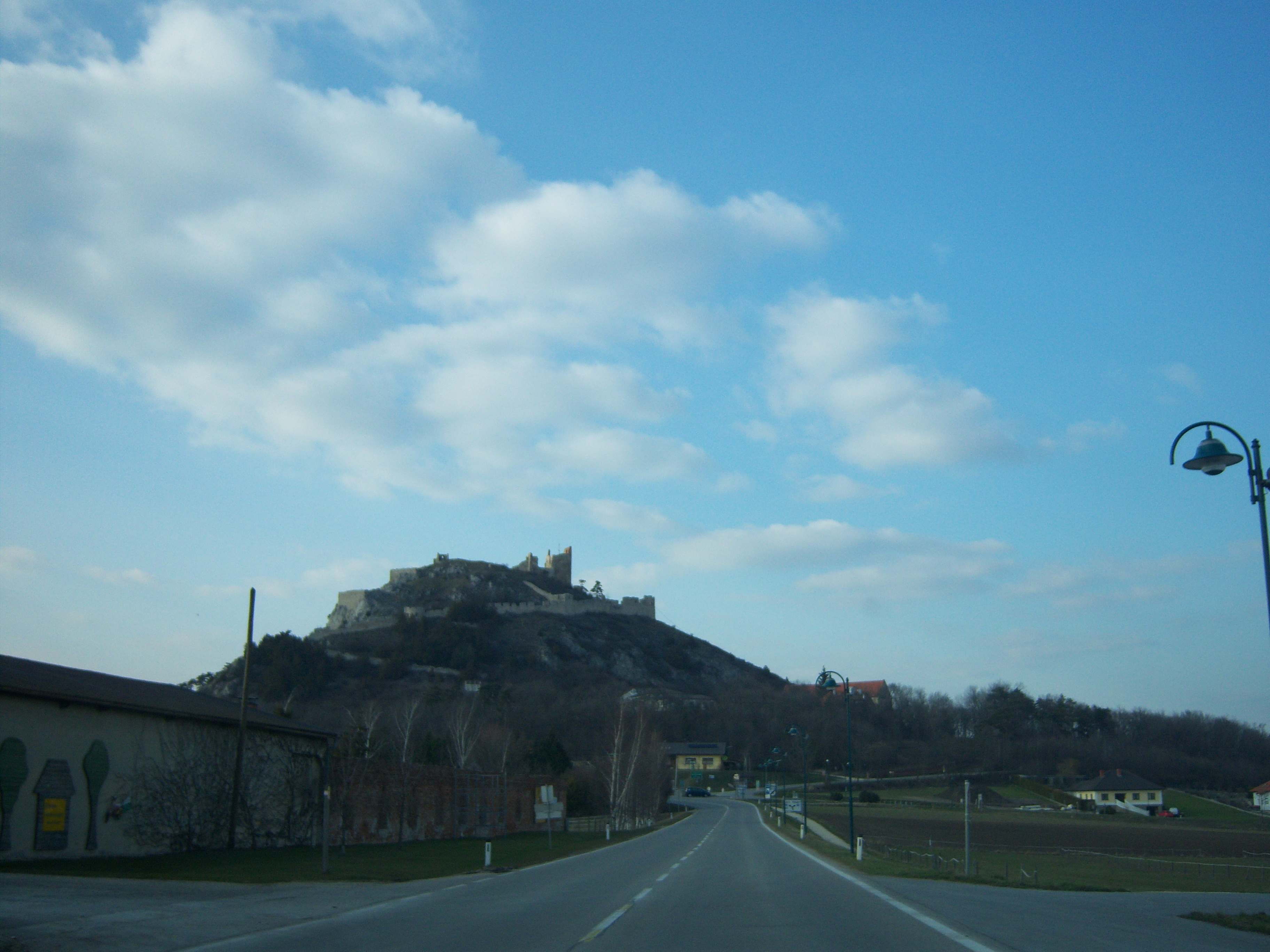
dorpsingang van Staatz met Ruïne op de achtergrond
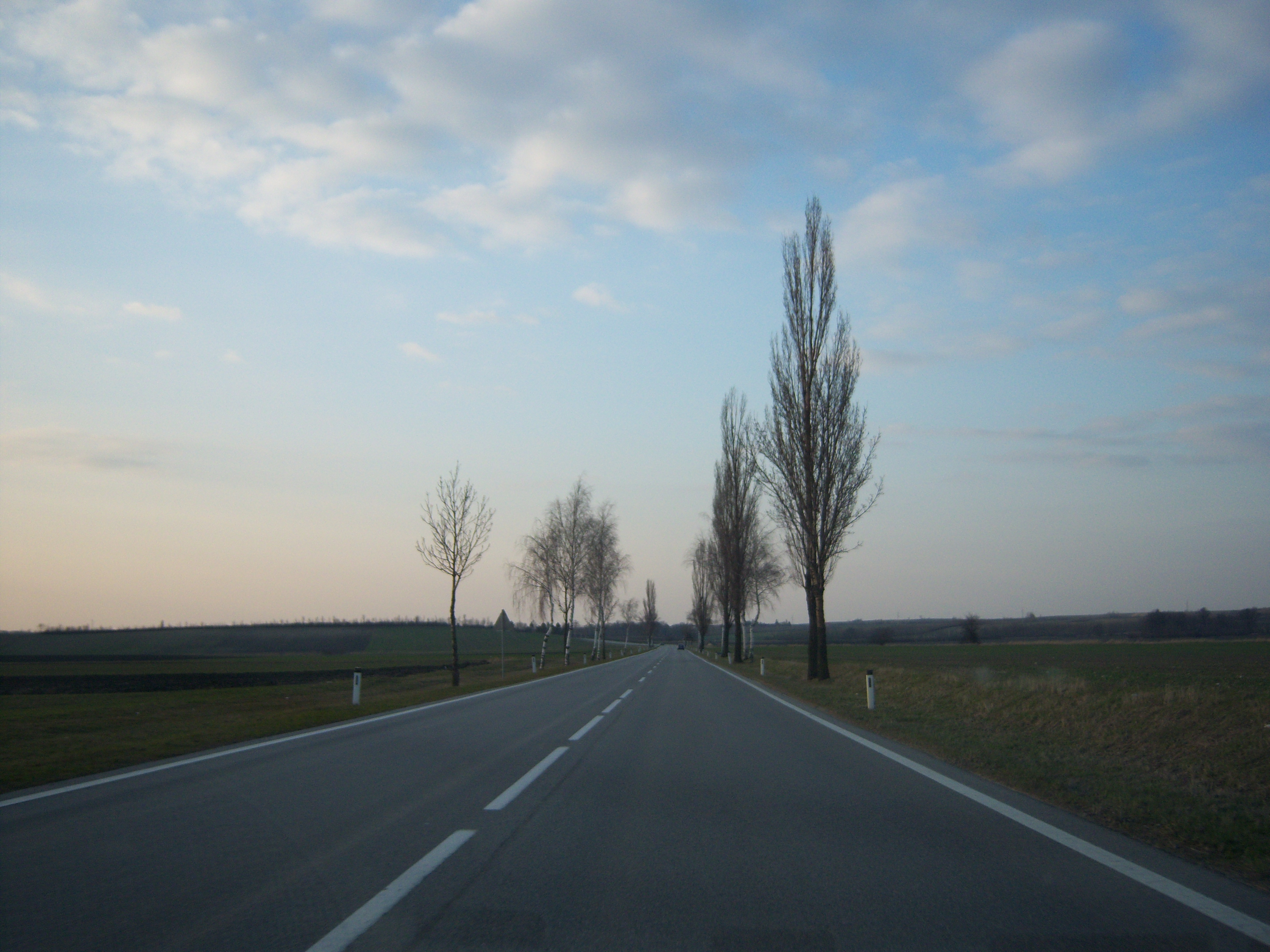
B46 tussen Staatz en Laa an der Thaya

B1 · 
B2 · 
B3 · 
B4 · 
B5 · 
B6 · 
B7 · 
B8 · 
B9 · 
B10 · 
B11 · 
B12 · 
B13 · 
B14 · 
B15 · 
B16 · 
B17 · 
B18 · 
B19 · 
B20 ·  
B21 · 
B22 · 
B23 · 
B24 · 
B25 · 
B26 · 
B27 · 
B28 · 
B29 · 
B30 · 
B31 · 
B32 · 
B33 · 
B34 · 
B35 · 
B36 · 
B37 · 
B38 · 
B39 · 
B40 · 
B41 · 
B42 · 
B43 · 
B44 · 
B45 · 
B46 · 
B47 · 
B48 · 
B49 · 
B50 · 
B51 · 
B52 · 
B53 · 
B54 · 
B55 · 
B56 · 
B57 · 
B58 · 
B59 · 
B60 · 
B61 · 
B62 · 
B63 · 
B64 · 
B65 · 
B66 · 
B67 · 
B68 · 
B69 · 
B70 · 
B71 · 
B72 · 
B73 · 
B74 · 
B75 · 
B76 · 
B77 · 
B78 · 
B79 · 
B80 · 
B81 · 
B82 · 
B83 · 
B84 · 
B85 · 
B86 · 
B87 · 
B88 · 
B89 · 
B90 · 
B91 · 
B92 · 
B93 · 
B94 · 
B95 · 
B96 · 
B97 · 
B98 · 
B99 · 
B100 · 
B105 · 
B106 · 
B107 · 
B108 · 
B109 · 
B110 · 
B111 · 
B113 · 
B114 · 
B115 · 
B116 · 
B117 · 
B119 · 
B120 · 
B121 · 
B122 · 
B123 · 
B124 · 
B125 · 
B126 · 
B127 · 
B129 · 
B130 · 
B131 · 
B132 · 
B133 · 
B134 · 
B135 · 
B136 · 
B137 · 
B138 · 
B139 · 
B140 · 
B141 · 
B142 · 
B143 · 
B144 · 
B145 · 
B146 · 
B147 · 
B148 · 
B149 · 
B150 · 
B151 · 
B152 · 
B153 · 
B154 · 
B155 · 
B156 · 
B158 · 
B159 · 
B160 · 
B161 · 
B162 · 
B163 · 
B164 · 
B165 · 
B166 · 
B167 · 
B168 · 
B169 · 
B170 · 
B171 · 
B172 · 
B173 · 
B174 · 
B175 · 
B176 · 
B177 · 
B178 · 
B179 · 
B180 · 
B181 · 
B182 · 
B183 · 
B184 · 
B185 · 
B186 · 
B187 · 
B188 · 
B189 · 
B190 · 
B191 · 
B192 · 
B193 · 
B197 · 
B198 · 
B199 · 
B200 · 
B201 · 
B202 · 
B203 · 
B204 · 
B205 · 
B209 · 
B210 · 
B211 · 
B212 · 
B213 · 
B214 · 
B215 · 
B216 · 
B217 · 
B218 · 
B219 · 
B220 · 
B221 · 
B222 · 
B223 · 
B224 · 
B225 · 
B226 · 
B227 · 
B228 · 
B229 · 
B230 · 
B303 · 
B305 · 
B309 · 
B310 · 
B311 · 
B316 · 
B317 · 
B319 · 
B320